# Катрин Кели Ланг
Катрин Кели Ланг (на английски: Katherine Kelly Lang) е американска актриса.

## Биография
Родена е на 25 юли 1961 г. Звездата ѝ изгрява, когато играе ролята на Брук Лоугън в сериала „Дързост и красота“.
Родителите ѝ са Кийт Уигман, олимпийски скиор на дълъг скок и Джуди Ланг, телевизионна и рекламна актриса. Дядо ѝ е Чарлс Ланг, известен кинооператор.
Катрин завършва гимназия в Бевърли Хилс, където набляга основно на обучението си за жокей. Тя взима само няколко специални класа по драматично изкуство, но съдбата я изпраща именно към актьорската професия.
Кариерата ѝ започва с участия в „Скейт Таун САЩ“ (1979), „Щастливи дни“ (1984), Магнум (1987) г.

## Семейство
Има двама синове от първия си брак – Джеръми и Джилиан, и дъщеря Зоуи от втория брак с Алекс Д'Андре.
Обича спорта, играе тенис, кара сърф, занимава се и с планинско колоездене и конна езда.